# 瓊林蔡氏祠堂
瓊林蔡氏祠堂，或稱為新倉上二房十一世宗祠，位於中華民國福建省金門縣金湖鎮瓊林村，是中華民國的國定古蹟之一。始建清朝道光二十年（1840年），規模雖不大，但建築內部木作精緻，富有正面共開三門，全紅門扇的御賜官宅特色。
本祠堂為金門蔡氏濟陽派世居，因為從瓊林移入，故又稱瓊林派。現存家廟建於清朝道光年間，除此，因供奉清川南右布政使蔡守愚，故亦有「布政祖厝」之別稱。

## 歷史
道光二十年（1840年），新倉上二房二十二世蔡蔚亭獨力斥資白金三千兩，興建新倉上二房十一世之宗祠，該建築是瓊林地區最晚建造完成的宗祠，故村人一般又稱為「新祖厝」。蔡氏祠堂興建雖晚，但因此時蔡氏家族頗為富裕，因此在興建時對於建築材料相當考究，其正殿屋脊高度也遠超過村內其它宗祠，此外，並聘請當時的書法名家呂世宜（1784-1855）為之題堂聯，文曰「科甲慶蟬聯貴治宣猶祖若孫兩朝名宦」、「浙黔揚駿烈明刑典試父而子繼世文宗」。
1989年，瓊林蔡氏祠堂開始進行首波調查，後開始分期進行修復工程，於1994年、1998年和2002年期間完工，2012年，瓊林聚落進一步由金門縣文化局登錄為法定聚落建築群，並在2013年辦理「文化部再造歷史現場專案計畫–瓊林蔡氏千年聚落風華再現」，對於該聚落存留建築進行修復保存等規劃。

## 建築設計
當前蔡氏祠堂座落於瓊林村中心，由怡穀堂和蔡氏家族大宗與小宗祠堂（俗稱「七座八祠」）及二尊風獅爺所構成，整體遵循中國傳統建築型式，具有明顯主軸線及左右對稱格局，在當地民居建築大致相同，致使原本屬祭祀性質，肅穆的宗祠增加親民之意，其宗祠陳列「畫像功臣」牌額，以及代表家族光榮之牌匾，如「進士」、「文魁」、「五世登科」、「兄弟文魁」等，此外有一幅三百多年歷史的蔡氏始祖蔡復一之《蔡復一畫像》。

此外，瓊林蔡氏祭祖為金門縣規模最大的家廟祭祖儀典，瓊林子孫每年會在蔡氏家廟大宗祠舉辦春、秋之祭祖儀式，儀式最大的特色是「奉祖出龕」，會將祖龕內供奉之35先人牌位供請出巡，再依昭穆排序就位。

## 外部連結
- 瓊林蔡氏祠堂——文化部文化資產局 （页面存档备份，存于）
- 瓊林蔡氏祠堂——金門縣文化局 （页面存档备份，存于）